# Краснодар
Краснодар (рус. Краснодар), до 1920. познат и под именом Јекатеринодар (рус. Екатеринодар), град је на југу европског дела Руске Федерације, главни и највећи град Краснодарске Покрајине и један од најважнијих привредних и културних центара на територији Јужног федералног округа. Колоквијално се назива и „јужном престоницом Русије”.
Основан је 1793. по налогу тадашње императорке Катарине Велике, а од 1867. има и званичан статус града. Налази се у централном делу Кубања, на десној обали реке Кубањ, на неких 1.350 km југозападно од Москве, главног града земље.
Према статистичким подацима националне статистичке службе Руске Федерације од 2025. у самом граду је живело 1.154.885 становника, док је рачунајући и шире градско подручје ту насељено око 1,34 милиона становника.

## Географија
Град Краснодар налази се у централном делу Краснодарске Покрајине, у географско-историјској регији познатој као Кубањ. Лежи у јужном, ободном делу алувијалне Кубањско-приазовске низије, на десној високој обали реке Кубањ. У рељефном смислу то је подручје типичног равничарског, степског карактера са благим падом у смеру северозапада. Надморске висине градског подручја варирају од 19 до 32 метра, а највиши делови су уз саму обалу реке. Река Кубањ која представља јужну и југозападну границу градског подручја и уједно границу Краснодарске Покрајине са Адигејом, уједно дели Прикубањску низију на северу од Закубањске равнице на југу. Југозападни обод градског арела излази на северну обалу вештачког Краснодарског језера испуњеног водом 1973. године. Након испуњавања језера река је постала пловна све до Уст Лабинска, а сам Краснодар је по први пут повезан пловним путем са азовско-црноморским приморјем. Ширина речног корита на подручју града је у просеку око 150 m, а дубина од 1,5 до 6,5 m. Уз десну обалу Кубања налазе се бројна мања језера која представљају реликте некадашњег речног корита (мртваје). Највеће међу њима је језеро Стари Кубањ. Педолошку основу подручја представљају алувијална земљишта прекривена слојевима чернозема дебљине до 75 цм.
Градска територија протеже се у правцу север-југ у ширини од око 21 км, док је дужина у смеру запад-исток нешто већа и износи око 31 км. Укупна површина градске територије је 339,31 km².
Иако се град налази у зони појачане сеизмичке активности, са главним епицентрима трусова на северним подгоринама Великог Кавказа и ређе на дну Црног мора, не постоје историјски подаци о разорним земљотресима на том подручју. Најјачи земљотреси који су погодили град десили су се 1978. и 2002. са јачином између 4° и 5° Меркалијеве лествице.
Краснодар се налази доста близу два топла мора, Црног и Азовског, од којих је удаљен око 100, односно око 120 km. Од Москве је удаљен 1.350 км југозападно, а најближи већи урбани центри су Мајкоп (120 км), Новоросијск (145 км), Ставропољ (265 км), Ростов на Дону (268 км) и Сочи (293 км).

### Временска зона
Цела Краснодарска Покрајина, па самим тим и град Краснодар се налазе у временској зони која се по међународним стандардима за мерење времена означава као Московско време, односно Moscow Time Zone (MSK/MSD). У односу на координисано универзално време Московско време има вредност од UTC+3. Локални подневни меридијан одступа од универзалног меридијана временске зоне за +24 мин, односно стварно подне у Краснодару је у 12:24 часова.

### Клима
Подручје града Краснодара се налази у зони умереноконтиненталне климе која захваљујући снажним маритимним утицајима има одлике влажне суптропске климе (Кепенова класификација климата Cfa). Карактеришу је дуга, топла и сува лета и кратке и доста благе зиме. Влажност ваздуха највећа је у зимском делу године и просечно износи око 82%, док је најмања током лета (62%).
У летњем периоду године подручје се налази под јаким маритимним утицајима са запада, температуре су високе током дана, а тропске ноћи су у том периоду редовна појава. Најтоплији месец је август са просечним температурама ваздуха од око 23,7 °C, док је апсолутни максимум од 40,7 °C забележен у јулу месецу. Зимски период године карактеришу доста благе температуре и кратак период трајања од око два месеца, од краја децембра до краја фебруара (око 66 дана). Топлији периоди у зимском делу године су редовна појава, а просечне температуре зими крећу се у интервалима између 0 °C и 1,5 °C. Снежне падавине се ретко јављају, а сам снежни покривач се задржава максимално неколико дана на тлу. Могући су и периоди екстремно хладног времена које узрокују продори хладних арктичких маса са севера и тада температуре могу да се спусте и до −33 °C (апсолутни минимум је 32,9 °C).
Годишња сума падавина креће се у интервалу између 700 и 750 мм, а највише падавина излучи се јуну, те у новембру и децембру. Дуготрајни сушни периоди у летњем делу године су уобичајена појава. Укупан број кишних дана је око 137, највише у априлу 14, а најмање током августа када је свега 8 дана са падавинама. Просечна годишња температура ваздуха је 12,1 °C, односно влажност ваздуха од око 71%.
| Температура |         |         |         |     |          |          |     |          |          |     |         |         |
|             | 4,4−2,2 | 5,7−2,3 | 10,71,8 |     | 23,212,2 | 27,116,4 |     | 30,218,0 | 24,913,3 |     | 10,72,8 | 5,8−0,7 |
|             | јан     | феб     | мар     | апр | мај      | јун      | јул | авг      | сеп      | окт | нов     | дец     |

| Падавине |     |     |     |     |     |     |     |     |     |     |     |     |
|          | 66  | 54  | 58  |     | 68  | 86  |     | 44  | 46  |     | 73  | 77  |
|          | јан | феб | мар | апр | мај | јун | јул | авг | сеп | окт | нов | дец |

| Температура |         |         |         |     |          |          |     |          |          |     |         |         |
|             | 4,4−2,2 | 5,7−2,3 | 10,71,8 |     | 23,212,2 | 27,116,4 |     | 30,218,0 | 24,913,3 |     | 10,72,8 | 5,8−0,7 |
|             | јан     | феб     | мар     | апр | мај      | јун      | јул | авг      | сеп      | окт | нов     | дец     |

| Падавине |     |     |     |     |     |     |     |     |     |     |     |     |
|          | 66  | 54  | 58  |     | 68  | 86  |     | 44  | 46  |     | 73  | 77  |
|          | јан | феб | мар | апр | мај | јун | јул | авг | сеп | окт | нов | дец |

### Екологија
Еколошка слика у граду и његовој околини није на завидном нивоу. Један од највећих проблема је загађеност ваздуха, а главни извори загађења ваздуха су испушни гасови из моторних возила. У деловима града кроз које пролазе најпрометније саобраћајнице значајно су повећане концентрације угљоводоника, угљеникових оксида и оксида азота чије вредности се повишене у вредностима између 1,5 и 7 пута од дозвољених вредности. Краснодар је град са највише аутомобила по броју становника у Русији. Тако је према подацима са почетка 2016. у Краснодару на 1.000 становника долазило 437 аутомобила, што је за 20 моторних возила више у поређењу са Москвом. Посебно је велика загађеност ваздуха током летњих месеци када се број моторних возила у граду пење и до 2 милиона.
Примећено је и интензивније загађење хидролошких објеката у граду, а главни загађивачи су индустријски објекти и пољопривредне површине. Међу токсичним материјама у води повећане су концентрације живе, железа, нитрата и нафтних продуката.

## Историја
На основу археолошких истраживања која је спровела Западнокавкаска истраживачка експедиција на подручју савременог градског центра, у подручју данашњег парка „Градски врт” (рус. «Городской сад») пронађени су археолошки докази постојања значајног утврђења из меотског периода које је на том подручју постојало од IV или III века пре нове ере па до наше ере. Археолози су такође утврдили постојање древног утврђеног града из периода Босфорског краљевства, а који се налазио на десној обали Кубања неколико километара западније од савременог насеља, код данашње станице Јелизаветинскаја.
Дана 30. јуна 1792. императорка Катарина Велика донела је указ којим је припадницима Црноморског козачког одреда као награду за верну службу у императорској војсци даровала земљишне поседе на подручју Кубања, од реке Кубањ до Азовског мора и на истоку до линије Уст Лабинск−Јејск. Непуну годину касније Козаци на десној обали Кубања оснивају данашњи Краснодар, првобитно као војни гарнизон, а потом и као војничко утврђење. Новоосновано насеље добија име Јекатеринодар као знак захвалности Императорки. У дословном преводу са руског језика Јекатеринодар (рус. Екатеринодар) значи „Катаринин поклон”. Први управник новооснованог насеља био је атаман Данила Волкорез (до јануара 1795. године).
Већ у септемебру 1794. направљен је и први катастарски план новог насеља, исцртане су будуће улице, на обали реке Карасун подигнуто је војничко утврђење у чијем средишту се налазила црква, а око ње војничке бараке. Северно од касарне искрчена је шума и то подручје је претворено у стамбени део. према подацима са пописа од 11. новембра 1794. у Јекатеринодару је живело 586 становника и постојало је 370 објеката различите намене. Зарад интензивнијег развоја насеља 1830. саграђене су две циглане чији је основни циљ била производња грађевинског материјала за потребе развоје града.
Године 1860. Јекатеринодар постаје административним средиштем новоуспостављене Кубањске области. Седам година касније, 1867. године, Јекатеринодар добија званичан административни статус града. Но новог и најинтензивнијег замаха у развоју града долази током 1870-их и 1880-их година након градње прве важније железнице на Северном Кавказу, пруге Тихорецк−Јекатеринодар−Новоросијск. Налазећи се на стратешком месту на тој прузи Јекатеринодар постаје један од најважнијих саобраћајних и трговачких центара на том подручју, а у град све више почињу да се досељавају и житељи из других крајева земље. Почетком прошлог века почиње интензивније да се развија и индустрија, са радом су почели железара и металопрерађивачки комбинат, те мања рафинерија за прераду нафте која је у сировом стању допремана из оближњег Мајкопа.
Током Руског грађанског рата град Јекатеринодар је био де-факто престоница Белоармијског југа Русије. Током једног од сукоба „Белих” са „Црвеним” у околини града погинуо је руски генерал Лавр Корнилов (13. априла 1918), а уместо њега на чело армије дошао је Антон Дењикин. Неких пет месеци касније Дењикин је заједно са својом војском успео да заузме Јекатеринодар (16/17. август 1918). Припадници 9. армије РККА заузели су град 17. марта 1920, а власт у граду преузима совјетски Кубањски извршни комитет. Убрзо по доласку Совјета на власт дошло је до прекида континуитета са бившом власти и са тим у вези преименовани су сви топоними у граду и у његовој околини, а 9. децембра 1920. и сам град добија ново име − Краснодар (рус. Краснодар – „Црвени дар”).
Нове совјетске власти успоставиле су 29. марта 1920. Кубањско-црноморску област са седиштем у Краснодару као један од субјеката тадашње Руске СФСР. У наредних неколико година долазило је до честих административних престројавања и такво стање је потрајало све до 1937. када је успостављена данашња Краснодарска Покрајина са седиштем у Краснодару. У периоду 1922−1936. у Краснодару се налазило и седиште извршног комитета Совјета радника и сељака Адигејске аутономне области.
Културни живот у граду доживео је процват током 1930-их година и у том периоду основани су и „Позориште Максим Горки” и „Градска опера”. Године 1933. са радом је почео и градски аеродром „Краснодар”.
Дана 9. августа 1942. град су окупирале немачке нацистичке трупе и под окупацијом је био до 12. фебруара 1943. када је ослобеђен од стране Црвене армије. Током тих пола године окупације фашистички окупатори су побили око 13.000 руских грађана у Краснодару, а нацисти су за масовна убиства користили гасне камионе, „душегупке”. Непосредно након ослобођења града совјетске власти су организовале суђење колаборационистима немачких окупатора када је 8 од њих 13 оптужених за издају и сарадњу са окупатором осуђено на смртне казне вешањем. Поред великог броја људских жртава, град је током нацистичке окупације доживео страховита разарања, а фашисти су приликом повлачења из града минирали и дигнули у ваздух комплетан центар града и све историјске грађевине у њему. Град Краснодар је један од десетак највише страдалих градова Русије током Другог светског рата.
Након рата град је у потпуности обновљен, обновљени су већ постојећи и саграђени нови објекти. Градњом бране на Кубању и стварањем вештачког Краснодарског језера 1973. решен је проблем водоснабдевања града, али и проблем поплава.
После распада Совјетског Савеза Краснодар остаје у саставу Руске Федерације и у том периоду био је један од ретких градова у Русији који је бележио константан раст популације, док је готово у свим осталим деловима земље депопулација достизала високе проценте. Са повратком у правни систем руске државе многе улице и установе у граду и околини су преименоване и враћени су им историјски називи.
Године 2004. граду Краснодару су прикључене дотадашње варошице Калињино и Пашковски. Исте године успостављен је и засебна општинска јединица − Краснодарски градски округ.

## Становништво
Према подацима са пописа становништва из 2010. у Краснодару је живело 744.995 становника, док је према проценама за 2017. број становника порастао на 881.476 житеља. У истом периоду у границама градског округа је живело 972.952 становника. По броју становника Краснодар је убедљиво највеће и најважније насеље у Покрајини. До наглог раста броја становника између пописа 2002. и 2010. дошло је након што су 2004. у састав града званично укључење дотадашње варошице Пашковски (43.000) и Калињино (34.000 становника).
| 1897.  | 1939.   | 1959.   | 1970.   | 1979.   | 1989.   | 2002.   | 2010.   | 2017.   |
| ------ | ------- | ------- | ------- | ------- | ------- | ------- | ------- | ------- |
| 65.606 | 192.766 | 313.110 | 464.147 | 560.438 | 620.516 | 646.175 | 744.995 | 881.476 |

Према подацима из 2017. Краснодар се налазио на 16. месту међу 1.112 званичних градова Руске Федерације. Међу градовима Јужног федералног округа налази се на трећем месту по величини, одмах после Ростова на Дону (1.126.000) и Волгограда (1.016.000 становника). Краснодар је један од ретких градова Руске Федерације који бележи константан природни раст броја становника.
Према подацима са пописа 2010. основу популације чинили су етнички Руси са уделом од око 87,88%, а најбројније мањинске заједнице били су Јермени са 3,62%, Украјинци (1,42%) и Адигејци (0,94%).

## Привреда
У време Совјетског Савеза град се развијао као индустријско средиште. Данас су ту велике рафинерије, као и фабрике за израду пољопривредних машина. Поред тога у Краснодару је развијена земљорадња (узгој воћа и поврћа): земља је веома плодна. Гаји се и пшеница, сунцокрет, пиринач. Велики део пољопривредних производа се извози.